# Алваро Обрегон, Бреча 124 ентре Сур 94 и Сур 97 (Ваље Ермосо)
Алваро Обрегон, Бреча 124 ентре Сур 94 и Сур 97 (шп. Álvaro Obregón, Brecha 124 entre Sur 94 y Sur 97) насеље је у Мексику у савезној држави Тамаулипас у општини Ваље Ермосо. Насеље се налази на надморској висини од 8 м.

## Становништво
Према подацима из 2010. године у насељу је живело 6 становника.

### Хронологија
| Година       | 2000 | 2005       | 2010 |
| ------------ | ---- | ---------- | ---- |
| Становништво | 10   | 10 (6 / 4) | 6    |

### Попис
| # | Индикатор                     | Вредност |
| - | ----------------------------- | -------- |
| 1 | Укупно домаћинстава           | 2        |
| 2 | Укупно насељених домаћинстава | 2        |
| 3 | Величина локације             | 1        |